# 学院区駅
座標: 北緯39度5分1秒 東経117度41分46秒 / 北緯39.08361度 東経117.69611度
学院区駅（がくいんくえき）とは中華人民共和国天津市浜海新区天津経済技術開発区に位置する天津開発区路面電車1号線の駅である。

## 駅構造
- 島式ホーム1面2線を有する地上駅。[1]

## 歴史
- 2007年5月10日 - 開業。

## 隣の駅
天津地下鉄
■天津開発区路面電車1号線
聯合研究院駅 - 学院区駅 - 学院区北駅